# モリカミ博物館

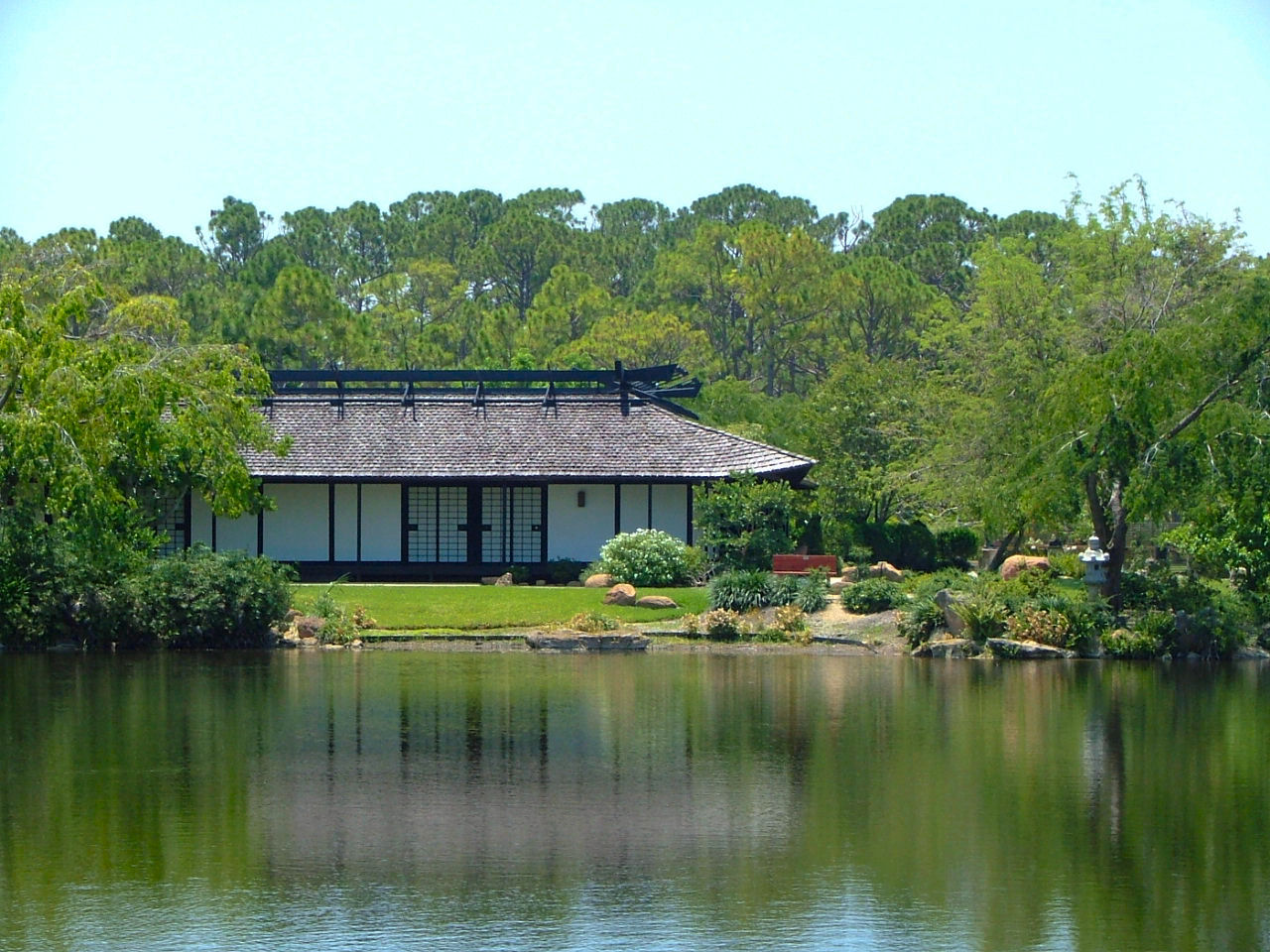
大和館とモリカミ池

モリカミ博物館・日本庭園（The Morikami Museum and Japanese Gardens）は、アメリカ合衆国フロリダ州パームビーチ郡デルレイビーチ市のモリカミ・パーク (Morikami Park) 内にある博物館・美術館・日本庭園。モリカミ・パークとモリカミ博物館の名は、用地をパームビーチ郡に寄贈したジョージ・モリカミ（日本名：森上助次）の名にちなむ。日本では「森上ミュージアム」などの表記も用いられる。

## 施設・行事
モリカミ博物館・日本庭園の敷地内には、7エーカー（2.8ヘクタール）の広さを持つ「モリカミ池」Morikami pond があり、その周辺に博物館の2つの建物、日本庭園Roji-en (Roji-en Japanese Gardens) 、盆栽ガーデンがある。
モリカミミュージアム・日本庭園では、1月に「お正月」、2月に「初芽祭」、8月に「盆」の祭りが行われる。

### 博物館
博物館では、日本の文化に関する展示のほか、盆栽・生け花・茶道や日本語など日本文化に触れる講座が開催されている。また、子供向けに日本文化の体験学習プログラムも行われている。
モリカミ池の北東にある本館には、展示室のほか劇場（225席）や図書室、教室、ミュージアムショップ、カフェレストランなどがある。
モリカミ池の南部の島（ヤマト・アイランド Yamato Island）には、旧館にあたる「大和館」（Yamato-Kan）がある。大和館では、ヤマト・コロニーをはじめとする南フロリダの日系人コミュニティの歴史が常設展示されている。

### 日本庭園

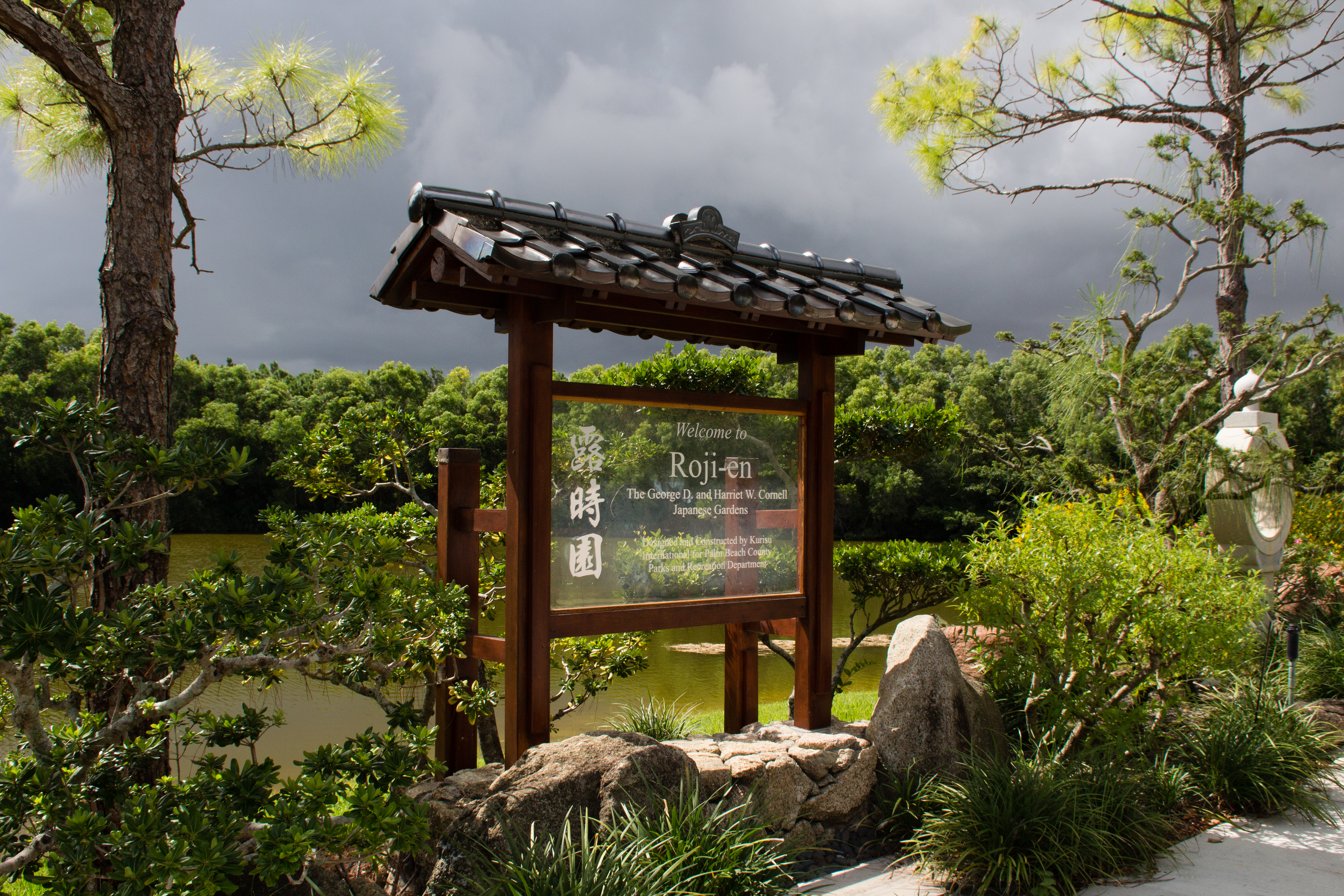
Roji-enの看板。右奥に「知恵の輪」

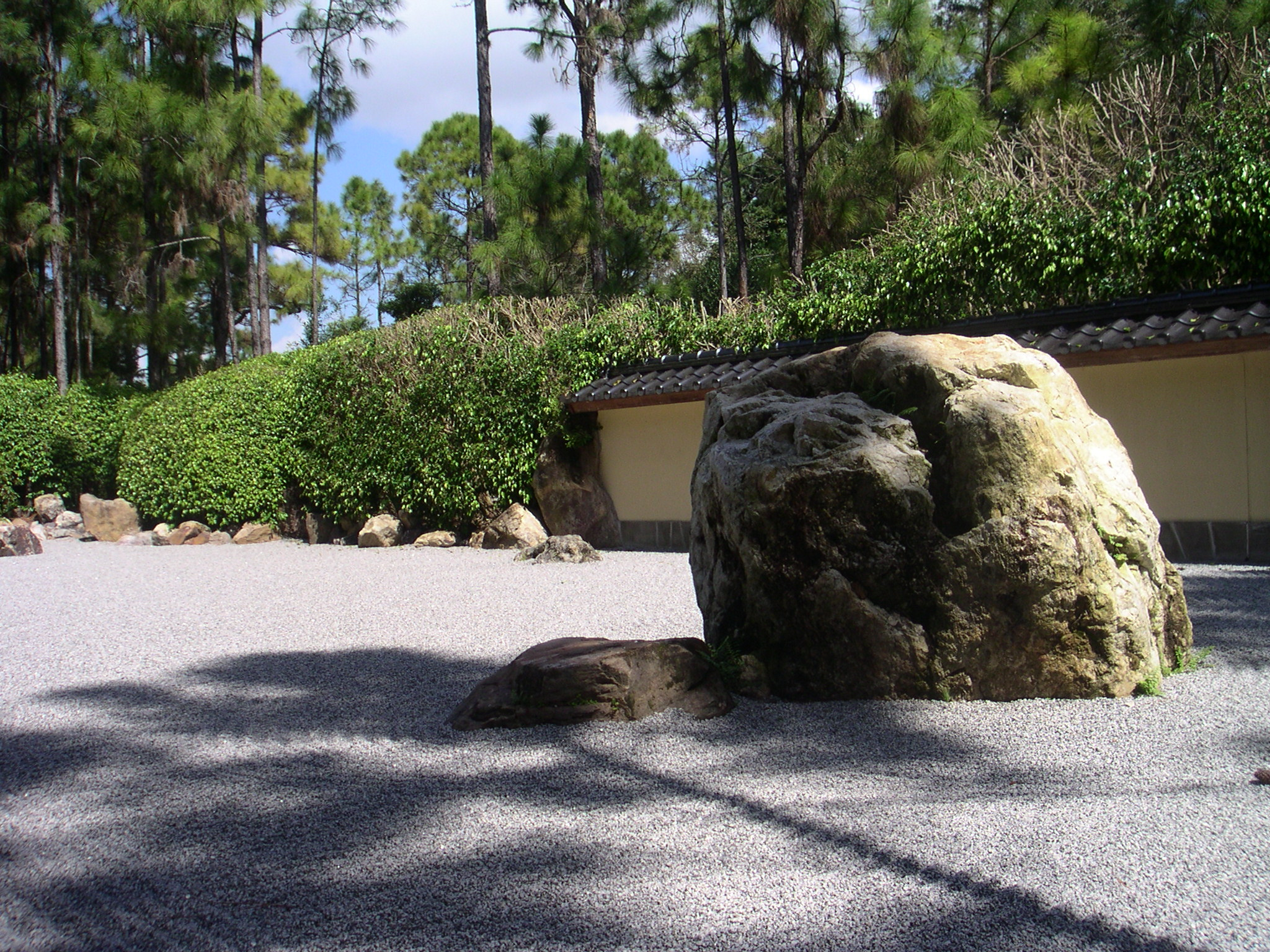
Roji-enのLate Rock Gardens

日本庭園 Roji-en （現地掲示板では「露時園」の漢字表記が示されている）の正式名称は"Roji-en: Garden of the Drops of Dew, The George D. and Harriet W. Cornell Japanese Gardens"とされる。庭園の面積は16エーカー（6.5ヘクタール）。造営時期によって2つに分けられる。
第一期の庭園は、1977年に大和館の建設とともに造営されたもので、モリカミ池とその周辺が整備され、石灯籠、つくばいなどが配置された。石灯籠は1681年に徳川家綱が江戸の東照宮に寄進したものであるといい、呉の造船会社を経てウエストパームビーチの船主の手に渡り、1977年に本庭園に移された。以後1999年まで庭園は順次整備されていった。本館の西側にある「知恵の輪」（姉妹都市である宮津市天橋立にある石灯籠のレプリカ）は、1997年に宮津の市民から寄贈されたものである。
第二期の庭園は栗栖宝一によって造営され、2001年1月に公開されたものである。平安時代から近代にいたるまでの日本の庭園史に従って、寝殿庭園（Shinden Gardens）・浄土庭園（Paradise Garden）・初期石庭（Early Rock Gardens）・石庭（Late Rock Gardens）・平庭（Flat Gardens）・近代庭園（Modern Romantic Garden）の6種類の庭が設けられた。
庭園にはSeishin-anという茶室が設けられており、茶会も開かれる。

## 沿革

### 前史 - ジョージ・モリカミとヤマト・コロニー
1904年、デルレイビーチの南のボカラトンにヤマト・コロニーという農場が開設された。これは、フロリダで最初の日系移民の入植地である。京都府宮津出身の森上助次（すけじ、のちのジョージ・モリカミ）もこの入植に参加したひとりで、1906年に単身渡米した。
ヤマト・コロニーでは最盛期に100人以上の日本人農民がパイナップルの栽培などを営んでいたが、やがて経済的な困難などから衰退し、最終的には第二次世界大戦を契機に解体された。モリカミは最初は農園労働者として働いていたが、農産物卸売業にも乗り出して成功した。モリカミはヤマト・コロニーを離れたあともパームビーチ郡に残って農業と事業を続け、少しずつ土地を買い増した。モリカミは1976年2月29日に89歳で死去した。

### モリカミ博物館の建設
相続人のいなかったモリカミは、所有していた200エーカーの土地のうち160エーカーをパームビーチ郡に、40エーカーをフロリダ州に寄贈した。モリカミは郡に対して、土地を公園として整備し、ヤマト・コロニーの記憶をとどめるよう希望していた。パームビーチ郡は大和館とモリカミ・パークを整備し、1977年に開設した。なお、博物館開設に際してデルレイビーチ市はモリカミの出身地である宮津市に姉妹都市提携を打診し、1980年に協定の調印が行われた。
1993年には新しい本館が建設された。池の西側にある「第二期」の庭園は、栗栖宝一によって18か月をかけて造営されたもので、2001年1月に公開された。この改修・拡張により、庭園の広さは16エーカーになった。

## その他
- 「モリカミ・パーク」（総面積188.53エーカー[14]）には、「モリカミ博物館・日本庭園」のほか、アメリカ蘭協会のビジターセンター・植物園 (American Orchid Society Visitors Center and Botanical Garden) がある。
- 隣接する琵琶湖パビリオン（Lake Biwa Pavilion）は、郡が運営するピクニック用のスペースである[15]。
- 庭園の一角にはYamato Pioneer Memorialがあり[14]、ヤマト・コロニーをつくった酒井襄（醸）と支援者であった沖光三郎の名が記された墓碑がある[13]。
- 庭園内ヤマト・アイランドの北側には Challenger Astronaut Memorial がある[7][14]。フロリダ州沖合上空で起こったチャレンジャー号爆発事故（1986年）で犠牲になった宇宙飛行士たち（日系アメリカ人のエリソン・オニヅカを含む）をしのぶもので、春日灯籠が置かれている[7]。